# (6992) Minano-machi
(6992) Minano-machi (1995 BT1) – planetoida z pasa głównego asteroid okrążająca Słońce w ciągu 5,23 lat w średniej odległości 3,01 j.a. Odkryta 27 stycznia 1995 roku.